# 青海龙蒿
青海龙蒿（学名：Artemisia dracunculus var. qinghaiensis）为菊科蒿属下的一个变种。